# Henry Kimball Hadley
Henry Kimball Hadley (ur. 20 grudnia 1871 w Somerville w stanie Massachusetts, zm. 6 września 1937 w Nowym Jorku) – amerykański kompozytor i dyrygent.

## Życiorys
Naukę gry na skrzypcach i fortepianie oraz dyrygentury pobierał początkowo od ojca. Następnie studiował w New England Conservatory of Music w Bostonie u Stephena Emery’ego (harmonia) oraz George’a Whitefielda Chadwicka (kontrapunkt i kompozycja). W latach 1894–1895 przebywał w Wiedniu, gdzie był uczniem Eusebiusa Mandyczewskiego. Po powrocie do Stanów Zjednoczonych uczył muzyki w St. Paul’s Episcopal School w Nowym Jorku. Za swoją II Symfonię otrzymał w 1901 roku Paderewski Prize. Od 1904 do 1909 roku ponownie przebywał w Europie, gdzie działał jako dyrygent, a także pobierał lekcje kompozycji u Ludwiga Thuillego w Monachium. W 1907 roku zaprezentował w Berlinie swoją III Symfonię oraz poemat symfoniczny Salomé, którego wykonaniem dyrygował także w 1908 roku w Warszawie. Od 1907 do 1909 roku był dyrygentem Stadttheater w Moguncji. Od 1924 roku był członkiem American Academy of Arts and Letters.
Dyrygował Seattle Symphony Orchestra (1909–1911) i San Francisco Symphony Orchestra (1911–1915). Od 1920 do 1927 roku był asystentem dyrygenta New York Philharmonic. Gościnnie dyrygował w Buenos Aires (1927) i Tokio (1930). Od 1929 do 1932 roku kierował własną orkiestrą symfoniczną na Manhattanie. W 1933 roku założył National Association for American Composers and Conductors. Po śmierci Hadleya stowarzyszenie to ufundowało bibliotekę jego imienia.
Był propagatorem muzyki amerykańskiej. W 1934 roku z jego inicjatywy zorganizowano Berkshire Music Festival w Stockbridge, którym dyrygował przez dwa pierwsze sezony. Jego twórczość stylistycznie reprezentuje schyłkowy romantyzm.

## Wybrane kompozycje
(na podstawie materiałów źródłowych)

### Utwory orkiestrowe
- 5 symfonii (I d-moll „Youth and Life” 1896–1897, II f-moll „The Four Seasons” 1901, III b-moll 1906, IV d-moll „North, East, South, West” 1911, V „Connecticut Tercentenary” 1935)
- Hector and Andromache (1894)
- Ballet Suite (1897)
- Festival March (1897)
- Bohemia (1902)
- Oriental Suite (1903)
- Symphonic Fantasia (1904)
- Salomé (1906)
- Konzertstück na wiolonczelę i orkiestrę (1907)
- The Culprit Fay (1909)
- Lucifer (1913)
- suita z The Atonement of Pan (1916)
- Silhouttes (1919)
- Othello (1919)
- The Ocean (1920)
- Herod (1920)
- Prophecy and Fulfilment (1922)
- Semper Virens (1923)
- Suite Ancienne (1926)
- Streets of Pekin (1930)
- San Francisco Suite (1931)
- Youth Triumphant (1931)
- Aurora Borealis (1931)
- Alma Mater (1932)
- Scherzo diabolique (1934)
- Concertino na fortepian i orkiestrę (1937)

### Utwory kameralne
- Sonata skrzypcowa (1895)
- Kwintet fortepianowy (1919)
- 2 kwartety smyczkowe (I ok. 1896, II 1934)
- 2 tria fortepianowe (I ok. 1896, II 1933)

### Utwory chóralne
- In Music’s Praise (1899)
- The Princess of Ys (1903)
- A Legend of Granada (1904)
- The Fate of Princess Kiyo (1907)
- The Nightingale and the Rose (1911)
- The Golden Prince (1914)
- The Fairy Thorn (1917)
- The Admiral of the Seas (1928)
- Mirtil in Arcadia (1928)
- Belshazzar (1932)

### Opery
- Safie (wyst. Monachium 1909)
- Azora, the Daughter of Montezuma (1914, wyst. Chicago 1917)
- Bianca (1917, wyst. Nowy Jork 1918)
- The Garden of Allah (1918, wyst. Nowy Jork 1918)
- Cleopatra’s Night (wyst. Nowy Jork 1920)
- A Night in Old Paris (1924)

### Operetki
- Happy Jack (1897)
- Nancy Brown (1903)
- The Fire Prince (1917)

### Muzyka do sztuk teatralnych
- The Atonement of Pan (1912)
- The Legend of Hani (1924)